# Al-Awja
Al-Awja (în arabă العوجا cunoscut de asemenea sub numele de Al-Ouja) este un sat la 13 km est de Tikrit, în Irak. Este locul unde s-a născut fostul președinte al Irakului, Saddam Hussein în 1937, și casa a numeroși lideri ai provinciilor irakiene din perioada președinției acestuia.